# Meridià 11 a l'est
El meridià 11 a l'est de Greenwich és una línia de longitud que s'estén des del pol Nord a través de l'oceà Àrtic, Europa, l'Àfrica, l'oceà Atlàntic, l'oceà Antàrtic i Antàrtida al pol Sud.
El meridià 11 a l'est forma un cercle màxim amb el meridià 169 a l'oest.
Com tot els altres meridians, la seva longitud correspon a una semicircumferència terrestre, són 20.003,932 km. Al nivell de l'equador, la seva distància del meridià de Greenwich és de 1.225 km

## De Pol a Pol
Des del pol Nord i dirigint-se cap al sud fins al pol Sud, el meridià 11 a l'Est passa per:
| Coordenades                             | País, territori o mar | Notes                                                         |
| --------------------------------------- | --------------------- | ------------------------------------------------------------- |
| 90° 0′ N, 11° 0′ E / 90.000°N,11.000°E  | Oceà Àrtic            |                                                               |
| 79° 45′ N, 11° 0′ E / 79.750°N,11.000°E | Noruega               | Illes de Spitsbergen i Prins Karls Forland, Svalbard          |
| 78° 30′ N, 11° 0′ E / 78.500°N,11.000°E | Oceà Atlàntic         |                                                               |
| 64° 57′ N, 11° 0′ E / 64.950°N,11.000°E | Noruega               | Entra pet Vikna a Nord-Trøndelag. Surt per Kirkeøy a Østfold. |
| 58° 57′ N, 11° 0′ E / 58.950°N,11.000°E | Suècia                | Illes Koster                                                  |
| 58° 52′ N, 11° 0′ E / 58.867°N,11.000°E | Skagerrak             |                                                               |
| 57° 48′ N, 11° 0′ E / 57.800°N,11.000°E | Kattegat              |                                                               |
| 57° 18′ N, 11° 0′ E / 57.300°N,11.000°E | Dinamarca             | Illa de Læsø                                                  |
| 57° 12′ N, 11° 0′ E / 57.200°N,11.000°E | Kattegat              | Passa just a l'est de Grenå, Jutlàndia, Dinamarca             |
| 55° 45′ N, 11° 0′ E / 55.750°N,11.000°E | Dinamarca             | Illa de Selàndia                                              |
| 55° 35′ N, 11° 0′ E / 55.583°N,11.000°E | Gran Belt             | Travessa el pont del Gran Belt                                |
| 55° 8′ N, 11° 0′ E / 55.133°N,11.000°E  | Smålandsfarvandet     |                                                               |
| 54° 49′ N, 11° 0′ E / 54.817°N,11.000°E | Dinamarca             | Illa de Lolland                                               |
| 54° 46′ N, 11° 0′ E / 54.767°N,11.000°E | Badia de Kiel         |                                                               |
| 54° 23′ N, 11° 0′ E / 54.383°N,11.000°E | Alemanya              | Wagria                                                        |
| 54° 9′ N, 11° 0′ E / 54.150°N,11.000°E  | Badia de Lübeck       |                                                               |
| 53° 59′ N, 11° 0′ E / 53.983°N,11.000°E | Alemanya              |                                                               |
| 47° 24′ N, 11° 0′ E / 47.400°N,11.000°E | Àustria               |                                                               |
| 46° 46′ N, 11° 0′ E / 46.767°N,11.000°E | Itàlia                |                                                               |
| 42° 41′ N, 11° 0′ E / 42.683°N,11.000°E | Mar Mediterrània      | Passa entre Giglio i Monte Argentario, Itàlia                 |
| 37° 4′ N, 11° 0′ E / 37.067°N,11.000°E  | Tunísia               | Cap Bon                                                       |
| 36° 45′ N, 11° 0′ E / 36.750°N,11.000°E | Mar Mediterrània      | Golf de Hammamet                                              |
| 35° 39′ N, 11° 0′ E / 35.650°N,11.000°E | Tunísia               |                                                               |
| 35° 1′ N, 11° 0′ E / 35.017°N,11.000°E  | Mar Mediterrània      |                                                               |
| 34° 41′ N, 11° 0′ E / 34.683°N,11.000°E | Tunísia               | Qerqenna                                                      |
| 34° 39′ N, 11° 0′ E / 34.650°N,11.000°E | Mar Mediterrània      | Golf de Gabès                                                 |
| 33° 51′ N, 11° 0′ E / 33.850°N,11.000°E | Tunísia               | Illa de Gerba i terra ferma                                   |
| 32° 12′ N, 11° 0′ E / 32.200°N,11.000°E | Líbia                 |                                                               |
| 24° 28′ N, 11° 0′ E / 24.467°N,11.000°E | Algèria               |                                                               |
| 22° 58′ N, 11° 0′ E / 22.967°N,11.000°E | Níger                 |                                                               |
| 13° 22′ N, 11° 0′ E / 13.367°N,11.000°E | Nigèria               |                                                               |
| 6° 41′ N, 11° 0′ E / 6.683°N,11.000°E   | Camerun               |                                                               |
| 2° 10′ N, 11° 0′ E / 2.167°N,11.000°E   | Guinea Equatorial     |                                                               |
| 1° 0′ N, 11° 0′ E / 1.000°N,11.000°E    | Gabon                 |                                                               |
| 3° 46′ S, 11° 0′ E / 3.767°S,11.000°E   | Oceà Atlàntic         |                                                               |
| 60° 0′ S, 11° 0′ E / 60.000°S,11.000°E  | Oceà Antàrtic         |                                                               |
| 69° 53′ S, 11° 0′ E / 69.883°S,11.000°E | Antàrtida             | Terra de la Reina Maud, reclamada Noruega                     |